# ميدلتاون (نيويورك)
ميدلتاون، مقاطعة أورانج (نيويورك) (بالإنجليزية: Middletown, Orange County, New York) هي مدينة تقع في الولايات المتحدة في نيويورك (ولاية). يقدر عدد سكانها بـ 28,086 نسمة .

## التركيبة السكانية
حدّد مكتب تعداد الولايات المتحدة بيانات التركيبة السكانية لميدلتاون في تعداد الولايات المتحدة. في ما يلي، التركيبة السكانية حسب تعدادي 2000 و2010.

### تعداد عام 2000
بلغ عدد سكان ميدلتاون 25,388 نسمة بحسب تعداد عام 2000، وبلغ عدد الأسر 9,466 أسرة وعدد العائلات 5,963 عائلة مقيمة في المدينة. في حين سجلت الكثافة السكانية 1,834.4 نسمة لكل كيلومتر مربع (4,751.1/ميل2). وبلغ عدد الوحدات السكنية 10,124 وحدة بمتوسط كثافة قدره 731.5 لكل كيلومتر مربع (1,894.6/ميل2).
وتوزع التركيب العرقي للمدينة بنسبة 68.68% من البيض و15.13% من الأمريكيين الأفارقة و0.75% من الأمريكيين الأصليين و1.69% من الأمريكيين ذوي الأصول الآسيوية و0.03% من سكان جزر المحيط الهادئ و9.33% من الأعراق الأخرى و4.40% من عرقين مختلطين أو أكثر و25.11% من الهسبانيون أو اللاتينيون من أي عرق.
بلغ عدد الأسر 9,466 أسرة كانت نسبة 37.7% منها لديها أطفال تحت سن الثامنة عشر تعيش معهم، وبلغت نسبة الأزواج القاطنين مع بعضهم البعض 40% من أصل المجموع الكلي للأسر، ونسبة 16.7% من الأسر كان لديها معيلات من الإناث دون وجود شريك، بينما كانت نسبة 6.2% من الأسر لديها معيلون من الذكور دون وجود شريكة وكانت نسبة 37% من غير العائلات. تألفت نسبة 30% من أصل جميع الأسر من عدة أفراد يعيشون في نفس المنزل ونسبة 12.3% كانت تتألف من شخص يعيش بمفرده يبلغ من العمر 65 عاماً أو أكثر. وبلغ متوسط حجم الأسرة المعيشية 2.62، أما متوسط حجم العائلات فبلغ 3.27.
بلغ العمر الوسطي للسكان 33.4 عاماً. وكانت نسبة 27.5% من القاطنين تحت سن الثامنة عشر، وكانت نسبة 9.3% بين الثامنة عشر والرابعة والعشرين عاماً، ونسبة 30.3% كانت واقعةً في الفئة العمرية ما بين الخامسة والعشرين والرابعة والأربعين عاماً، ونسبة 19.4% كانت ما بين الخامسة والأربعين والرابعة والستين، ونسبة 11.2% كانت ضمن فئة الخامسة والستين عاماً فما فوق. يوجد لكل 100 أنثى 93.2 ذكر، ويوجد لكل 100 أنثى في الثامنة عشر من عمرها فما فوق 89.9 ذكر.
بلغ متوسط دخل الأسرة في المدينة 39,570 دولارًا، أما متوسط دخل العائلة فبلغ 47,760 دولارًا. وكان متوسط دخل الذكور 35,990 دولارًا مقابل 28,429 دولارًا للإناث. وسجل دخل الفرد الخاص بالمدينة 18,947 دولارًا. وكانت نسبة 13.5% من العائلات ونسبة 17.5% من السكان تحت خط الفقر، وكان من هؤلاء نسبة 25.9% تحت سن الثامنة عشر ونسبة 10.3% في الخامسة والستين من العمر وما فوق.

### تعداد عام 2010
بلغ عدد سكان ميدلتاون 28,086 نسمة بحسب تعداد عام 2010، وبلغ عدد الأسر 9,976 أسرة وعدد العائلات 6,448 عائلة مقيمة في المدينة. في حين سجلت الكثافة السكانية 2,029.3 نسمة لكل كيلومتر مربع (5,255.9/ميل2). وبلغ عدد الوحدات السكنية 10,866 وحدة بمتوسط كثافة قدره 785.1 لكل كيلومتر مربع (2,033.4/ميل2).
وتوزع التركيب العرقي للمدينة بنسبة 52.37% من البيض و21.01% من الأمريكيين الأفارقة و0.82% من الأمريكيين الأصليين و1.87% من الأمريكيين ذوي الأصول الآسيوية و0.01% من سكان جزر المحيط الهادئ و18.63% من الأعراق الأخرى و5.28% من عرقين مختلطين أو أكثر و39.73% من الهسبانيون أو اللاتينيون من أي عرق.
بلغ عدد الأسر 9,976 أسرة كانت نسبة 38.8% منها لديها أطفال تحت سن الثامنة عشر تعيش معهم، وبلغت نسبة الأزواج القاطنين مع بعضهم البعض 38.6% من أصل المجموع الكلي للأسر، ونسبة 19% من الأسر كان لديها معيلات من الإناث دون وجود شريك، بينما كانت نسبة 7% من الأسر لديها معيلون من الذكور دون وجود شريكة وكانت نسبة 35.4% من غير العائلات. تألفت نسبة 28.7% من أصل جميع الأسر من عدة أفراد يعيشون في نفس المنزل ونسبة 10.7% كانت تتألف من شخص يعيش بمفرده يبلغ من العمر 65 عاماً أو أكثر. وبلغ متوسط حجم الأسرة المعيشية 2.77، أما متوسط حجم العائلات فبلغ 3.39.
بلغ العمر الوسطي للسكان 33.7 عاماً. وكانت نسبة 27.3% من القاطنين تحت سن الثامنة عشر، وكانت نسبة 9.8% بين الثامنة عشر والرابعة والعشرين عاماً، ونسبة 29% كانت واقعةً في الفئة العمرية ما بين الخامسة والعشرين والرابعة والأربعين عاماً، ونسبة 23.3% كانت ما بين الخامسة والأربعين والرابعة والستين، ونسبة 10.6% كانت ضمن فئة الخامسة والستين عاماً فما فوق. وتوزع التركيب الجنسي للسكان بنسبة 48.9% ذكور و51.1% إناث.

## أعلام
- إدوارد أ. ديانا
- مات موريس
- هنتر كاربنتر
- كلينثوني إيرلي
- جو غيرهارد
- جون بلومنتال
- ستيفان بونيو
- ليتل سامي ديفيس